# Južnotihooceanski mandat
Južnotihooceanski mandat (u Japanu: "Japanski mandat za Otoke južnih mora" (kanji 日本委任統治領南洋群島, romaji Nihon Inin Tōchi-ryō Nan'yō Guntō, odnosno kanji 南洋諸島, hiragana なんようしょとう ) kojima je upravljala Nan'yōska vlada ( kanji 南洋庁, romaji Nan'yō Chō); otoci Nan'yō, bivša njemačka Nova Gvineja. Spadao je u Gaichi, "vanjske" zemlje Japanskog Carstva.
Ovaj posjed bio je mandatno područje Lige naroda koje je Liga naroda dodijelila Japanskom Carstvu nakon Prvoga svjetskog rata. Područje je obuhvaćalo otoke na sjevru Tihog Oceana koje su bile dijelom Njemačke Nove Gvineje unutar njemačkog kolonijalnog carstva sve dok ga Japan nije zauzeo tijekom prvoga svjetskog rata. Japan je vladao otocima pod tim mandatom kao dijelom svog kolonijalnog carstva sve do Drugoga svjetskog rata, kad su SAD zauzele otoke. Otoci su poslije postali starateljskim područjem koje je uspostavio UN i kojim je upravljao SAD. Otoci su danas dijelom Palaua, Sjevernomarijanskih otoka, Saveznih Država Mikronezije i Republike Maršalovih Otoka.

## Referirana literatura
- US National Park Service. 2004. Chapter 3: America On Guam — 1898-1950 (continued). War in the Pacific: Administrative History. Evans-Hatch & Associates, Inc.
- Axelrod, Alan; Kingston, Jack A. 2007. Encyclopedia of World War II, Volume 1. H W Fowler. ISBN 9780816060221
- Beasley, W.G. 1991. Japanese Imperialism 1894-1945. Oxford University Press. London. ISBN 0-19-822168-1
- Myers, Ramon Hawley; Peattie, Mark R. 1984. The Japanese Colonial Empire, 1895-1945. Princeton University Press. ISBN 9780691102221 CS1 održavanje: nepreporučeni parametar - authorlink2 (pomoć)
- Nish, Ian. 1991. Japanese Foreign Policy in the Interwar Period. Praeger Publishers. ISBN 0-275-94791-2
- Oliver, Douglas L. 1989. The Pacific Islands. University of Hawaii Press. ISBN 9780824812331
- Howe, Christopher. 1999. The Origins of Japanese Trade Supremacy: Development and Technology in Asia from 1540 to the Pacific War. University Of Chicago Press. ISBN 0-226-35486-5
- Peattie, Mark. 1988. Nan'Yo: The Rise and Fall of the Japanese in Micronesia, 1885-1945. Pacific Islands Monograph Series. Volume 4. University of Hawaii Press. ISBN 0-8248-1480-0 |volume= sadrži dodatni tekst (pomoć)
- Ponsonby-Fane, Richard. 1962. Sovereign and Subject. Ponsonby Memorial Society. str. 346–353